# 豊橋市立くすのき特別支援学校
豊橋市立くすのき特別支援学校（とよはししりつ くすのきとくべつしえんがっこう）は、愛知県豊橋市野依町上ノ山にある公立特別支援学校。知的障害を教育対象とする。

## 概要
- これまで東三河地域の知的障害のある児童生徒を一手に受け入れてきた愛知県立豊川特別支援学校の教室不足を受け、平成27年に旧豊橋市立野依小学校の跡地に開校した。原則として、豊橋市と田原市に在住する児童生徒が通学する。

## 学部
- 小学部
- 中学部
- 高等部

## 校訓
- 「力を高め　心を磨き　夢を育む」

## 沿革
- 2015年（平成27年）4月1日 - 開校

## アクセス
- 豊鉄バス三本木線「くすのき特別支援学校」下車すぐ